# C!ty'super
c!ty'super는 홍콩의 슈퍼마켓 체인이다. 1996년에 홍콩 세이부의 관장이었던 이시카와 마사시에 의해 설립되었다. 홍콩 뿐만 아니라 중국 대륙, 타이완, 일본에도 진출하였다.